# Kvívík
 Ikke at forveksle med Kivik.
Kvívík er en bygd med 406 indb. 
 (1. januar 2025) på vestkysten af Streymoy på Færøerne, syd for den større bygd Vestmanna. Den er administrativt center for Kvívíkar kommuna, der i 1. januar 2016 havde 620 indbyggere. Bygden omkranser en lille vig og deles i to af åen Stórá, som udspringer her. Bygden ligger langs med hovedvejen mellem Vestmanna og Tórshavn.

## Samfund
Kvívíkar kommuna har fem bygder, som er Válur ca. 45 indb., Kvívík (406), Stykkið (40), Leynar (116) og Skælingur (13). Kommunens borgmester er fra 1. januar 2025 Hans Jóhann Sørensen.
Der er i Kvívík en skole og en integreret daginstitution med vuggestue, børnehave og skolefritidsordning. Skolen blev indviet i 1907. Den 22. august 1976 blev den nye skolebygning indviet. På skolen går elever fra Kvívík, Stykkið og Skælingur. De øvrige elevene i kommunen, fra Válur og Leynar, tager til skolerne i Vestmanna og Leynar. Fra 6. klasse går børnene fra Kvívík, Stykkið, Leynar og Skælingur på folkeskolen i Vestmanna. I dag går ca. 60 elever ved skolen i Kvívík, mens skolen i Vestmanna har ca. 30 elever fra Kvívíkar kommuna.
I Kvívík har man også forsamlingshuset, Glæman, som fra 2013 ejes af kommunen. De fleste af indbyggerne arbejder andre steder end i hjembygden. Mange arbejder på skibe hjemmehørende andre steder på Færøerne, og mange arbejder i Tórshavn. I Kvívík ligger der desuden to håndværksfirmaer, og flere mindre landbrugsbedrifter. Lidt udenfor Kvivik har 50 fåreholdere en fælles stald med 500 får.
Kvívíkar kirkja blev indviet den 13. december 1903. Den første kirke på stedet blev bygget i midten af 1800-tallet. Præstegården på Kirkjuteigur er også gammel og er bygget i den samme tid som den første kirke. Den nuværende kirke aløste en traditionel færøsk kirke fra 1838. Den var bygget af bræddeklædt tømmer og græstag. Den nye kirke er opført af pudset sten med tag af bølgeblik med en tagrytter med pyramidetag mod vest. Indgangen er i den vestre ende og alle vinduer er spidsbuede. Murerne er hvidtede mens soklen står i blank sten. Indvendig har kirken tøndehvælv, malet blåt med guldstjerner. 

## Historie
Bygden er en af de ældste bosættelser på Færøerne. Her har man udgravet hustomter fra vikingetiden. Det er usikkert hvornår Kvívík blev grundlagt, men den regnes for at være ældre end år 1200.
Fund af hustomter fra 1000- til 1100-tallet, bekræfter dette og indikerer at bygden kan være en af Færøernes ældste. De ældste nuværende huse stammer fra 1700-tallet. Bebyggelsen er efterhånden blevet fornyet gennem nedrivninger og nye bygninger.

## Sport
Der er en kaproningsklub i Kvívík, som hedder Kvívíkar Sóknar Róðrarfelag. De deltager i de 7 kaproningsstævner, som er rundt omkring på øerne i juni og juli. Klubben ejer bådene Junkarin, som er et fimmmannafar (6 roere), Kvívíksbáturin, som er et áttamannafar og Kvívíkingur, som også er et áttamannafar. Klubbens både er lyseblå med mørkeblå kant foroven og med en rød smal stribe. 

## Kendte personer fra Kvívík
- Joen Danielsen (1843–1926), poet
- Jóan Petur Gregoriussen (1845-1901), sømand, tømrer, digter og forfatter
- Maria Hansen (1939–), politiker (Sb.)
- Hans Iversen (1886–1984), politiker (Sb.)

## Galleri
- Daginstitutionen Áarlon, bygget og taget i brug i 2010
- Junkarin, en af Kvívík Sóknar Róðarfelag's færøske kapronginsbåde
- Udgravning, som daterer bosætning tilbage til Vikingetiden
- Restaurede udgravninger fra vikingtiden
- Frimærke FO 176 fra 1989 
Legetøj fra Vikingetiden